# Мачванский округ
Мачванский округ (серб. Мачвански управни округ) — округ в западной части Сербии, относится к статистическому региону Шумадия и Западная Сербия.

## Административное деление
Территория округа поделена на 8 общин:
- Шабац
- Богатич
- Лозница
- Владимирци
- Коцельево
- Мали-Зворник
- Крупань
- Любовия

## Население
| Этносы    | Численность, чел. (2011) |
| --------- | ------------------------ |
| сербы     | 284 165                  |
| цыгане    | 4537                     |
| муслимане | 1501                     |

Этнический состав населения округа отличается однородностью: здесь проживает 284 165 сербов (95 %), 4537 цыган (1,5 %) и 1501 муслиман (0,5 %).

### Населённые пункты
| Населённые пункты с количеством жителей свыше 5 тысяч человек по состоянию на 2009 | Населённые пункты с количеством жителей свыше 5 тысяч человек по состоянию на 2009 | Населённые пункты с количеством жителей свыше 5 тысяч человек по состоянию на 2009 | Населённые пункты с количеством жителей свыше 5 тысяч человек по состоянию на 2009 |
| ---------------------------------------------------------------------------------- | ---------------------------------------------------------------------------------- | ---------------------------------------------------------------------------------- | ---------------------------------------------------------------------------------- |
| Шабац                                                                              | 55 124                                                                             | Майур                                                                              | 7244                                                                               |
| Лозница                                                                            | 21 964                                                                             | Баня-Ковиляча                                                                      | 6880                                                                               |
| Лозничко-Поле                                                                      | 8033                                                                               | Поцерски-Причинович                                                                | 6424                                                                               |
| Клупци                                                                             | 7584                                                                               | Бадовинци                                                                          | 5349                                                                               |
| Богатич                                                                            | 7353                                                                               | Мали-Зворник                                                                       | 5034                                                                               |